# Rejon nikopolski (1923–2020)
Rejon nikopolski – jednostka administracyjna wchodząca w skład obwodu dniepropietrowskiego Ukrainy.
Rejon utworzony w 1923, ma powierzchnię 1943 km² i liczy około 43 tysięcy mieszkańców. Siedzibą władz rejonu jest Nikopol.
Na terenie rejonu znajdują się 1 osiedlowa rada i 15 silskich rad, obejmujących w sumie 63 wsie i 4 osady.